# Yana Maksimava
Yana Maksimava (née le 9 janvier 1989 à Vilnius en Lituanie) est une athlète biélorusse spécialiste de l'heptathlon.

## Biographie
En 2013, Yana Maksimava remporte la médaille d'argent du pentathlon à l'occasion des Championnats d'Europe d'athlétisme en salle de Göteborg, en Suède. Devancée par la Française Antoinette Nana Djimou, elle améliore son record personnel en totalisant 4 658 pts à l'issue des cinq épreuves.

## Palmarès
| Date | Compétition                           | Lieu                                  | Résultat | Épreuve    | Points |
| ---- | ------------------------------------- | ------------------------------------- | -------- | ---------- | ------ |
| 2007 | Championnats d'Europe juniors         | Hengelo                               | 5e       | Heptathlon | 5 512  |
| 2008 | Championnats du monde juniors         | Bydgoszcz                             | 2e       | Heptathlon | 5 766  |
| 2008 | Jeux olympiques                       | Pékin                                 | 34e      | Heptathlon | 4 806  |
| 2010 | Championnats d'Europe                 | Barcelone                             | 18e      | Heptathlon | 5 838  |
| 2011 | Universiade                           | Shenzhen                              | 6e       | Heptathlon | 5 725  |
| 2011 | Championnats d'Europe espoirs         | Ostrava                               | 3e       | Heptathlon | 6 075  |
| 2012 | Championnats du monde en salle        | Istanbul                              | 8e       | Pentathlon | 4 601  |
| 2012 | TNT - Fortuna Meeting                 | Kladno                                | 3e       | Heptathlon | 6 103  |
| 2012 | Jeux olympiques                       | Londres                               | 15e      | Heptathlon | 6 198  |
| 2013 | Championnats d'Europe en salle        | Göteborg                              | 2e       | Pentathlon | 4 658  |
| 2013 | Coupe d'Europe                        | Tallinn                               | 5e       | Heptathlon | 6 027  |
| 2013 | Championnats du monde                 | Moscou                                | 20e      | Heptathlon | 5 982  |
| 2014 | Championnats du monde en salle        | Sopot                                 | 6e       | Pentathlon | 4 651  |
| 2014 | Coupe d'Europe                        | Toruń                                 | 3e       | Heptathlon | 6 173  |
| 2014 | Décastar                              | Talence                               | 3e       | Heptathlon | 6 189  |
| 2015 | Championnats d'Europe en salle        | Prague                                | 4e       | Pentathlon | 4 628  |
| 2015 | Championnats d'Europe par équipes     | Tcheboksary                           | 9e       | Hauteur    | 1,84 m |
| 2016 | TNT Express Meeting                   | Kladno                                | 2e       | Heptathlon | 6 076  |
| 2016 | Championnats d'Europe                 | Amsterdam                             | 12e      | Heptathlon | 5 702  |
| 2016 | Coupe du monde des épreuves combinées | Coupe du monde des épreuves combinées | 10e      | Heptathlon | 17 836 |
| 2017 | Championnats d'Europe en salle        | Belgrade                              | 8e       | Pentathlon | 4 438  |
| 2017 | Multistars                            | Florence                              | 2e       | Heptathlon | 5 901  |

## Records
| Épreuve    | Performance | Lieu    | Date           |
| ---------- | ----------- | ------- | -------------- |
| Pentathlon | 4 742 pts   | Gomel   | 6 février 2015 |
| Heptathlon | 6 198 pts   | Londres | 4 août 2012    |